# Neil Bartlett (écrivain)
Ne pas confondre avec le chimiste britannique Neil Bartlett
Neil Bartlett, né en 1958 dans le Hertfordshire, est un dramaturge, metteur en scène, traducteur et écrivain britannique.

## Biographie
Il est fait officier de l’Ordre de l'Empire britannique au titre des arts en 2002. 

## Œuvres
- Who Was That Man: A Present for Mr. Oscar Wilde (1988)
- Ready to Catch Him Should He Fall (1992)

- traduit en français sous le titre Ainsi soient-ils par Gilbert Cohen-Solal, Arles, France, Actes Sud, coll. « Lettres anglo-américaines », 1999, 392 p.  (ISBN 2-7427-2038-3)
- Mr. Clive and Mr. Page (1996)

- traduit en français sous le titre Monsieur Clive & monsieur Page par Gilbert Cohen-Solal, Arles, France, Actes Sud, coll. « Lettres anglo-américaines », 2000, 305 p.  (ISBN 2-7427-2641-1)
- Skin Lane (2007)

- traduit en français sous le titre Rue de la Peau par Gilbert Cohen-Solal, Arles, France, Actes Sud, coll. « Lettres anglo-américaines », 2008, 440 p.  (ISBN 978-2-7427-7821-8)
- The Disappearance Boy (2014)

- traduit en français sous le titre Le Garçon dans l’ombre par Gilbert Cohen-Solal, Arles, France, Actes Sud, coll. « Lettres anglo-américaines », 2016, 272 p.  (ISBN 978-2-330-06104-3)